# Вакавил (Калифорнија)
Вакавил (енгл. Vacaville) град је у америчкој савезној држави Калифорнија. По попису становништва из 2010. у њему је живело 92.428 становника.

## Демографија
Према попису становништва из 2010. у граду је живело 92.428 становника, што је 3.803 (4,3%) становника више него 2000. године.
| Група             | 2000.          | 2010.          |
| Белци             | 56.031 (63,2%) | 50.811 (55,0%) |
| Афроамериканци    | 8.880 (10,0%)  | 9.510 (10,3%)  |
| Азијати           | 3.706 (4,2%)   | 5.606 (6,1%)   |
| Хиспаноамериканци | 15.847 (17,9%) | 21.121 (22,9%) |
| Укупно            | 88.625         | 92.428         |